# Número de Strouhal
Em análise dimensional, o número de Strouhal é um número adimensional descrevendo mecanismo de fluxo oscilante. O parâmetro é nomeado em homenagem a Vincenc Strouhal, um físico tcheco que realizou experiências em 1878 com arames experimentando vórtices e produzindo sons com o vento. O número de Strouhal é uma parte integral dos fundamentos da mecânica dos fluidos.
O número de Strouhal é frequentemente dado como
{\displaystyle \mathrm {St} ={fL \over V},}
onde {\displaystyle St} é o adimensional número de Strouhal, {\displaystyle f} é a frequência de vórtices, {\displaystyle L} é o "comprimento característico" (por exemplo o diâmetro hidráulico) e {\displaystyle V} é a velocidade do fluido.